# Doto
Genre
Doto est un genre de mollusques nudibranches de la famille des Dotidae. Il tient son nom de la Néréide du même nom.

## Liste des genres
Selon Catalogue of Life (23 septembre 2015) :
- Doto acuta Schmekel & Kress, 1977
- Doto affinis (d'Orbigny, 1835)

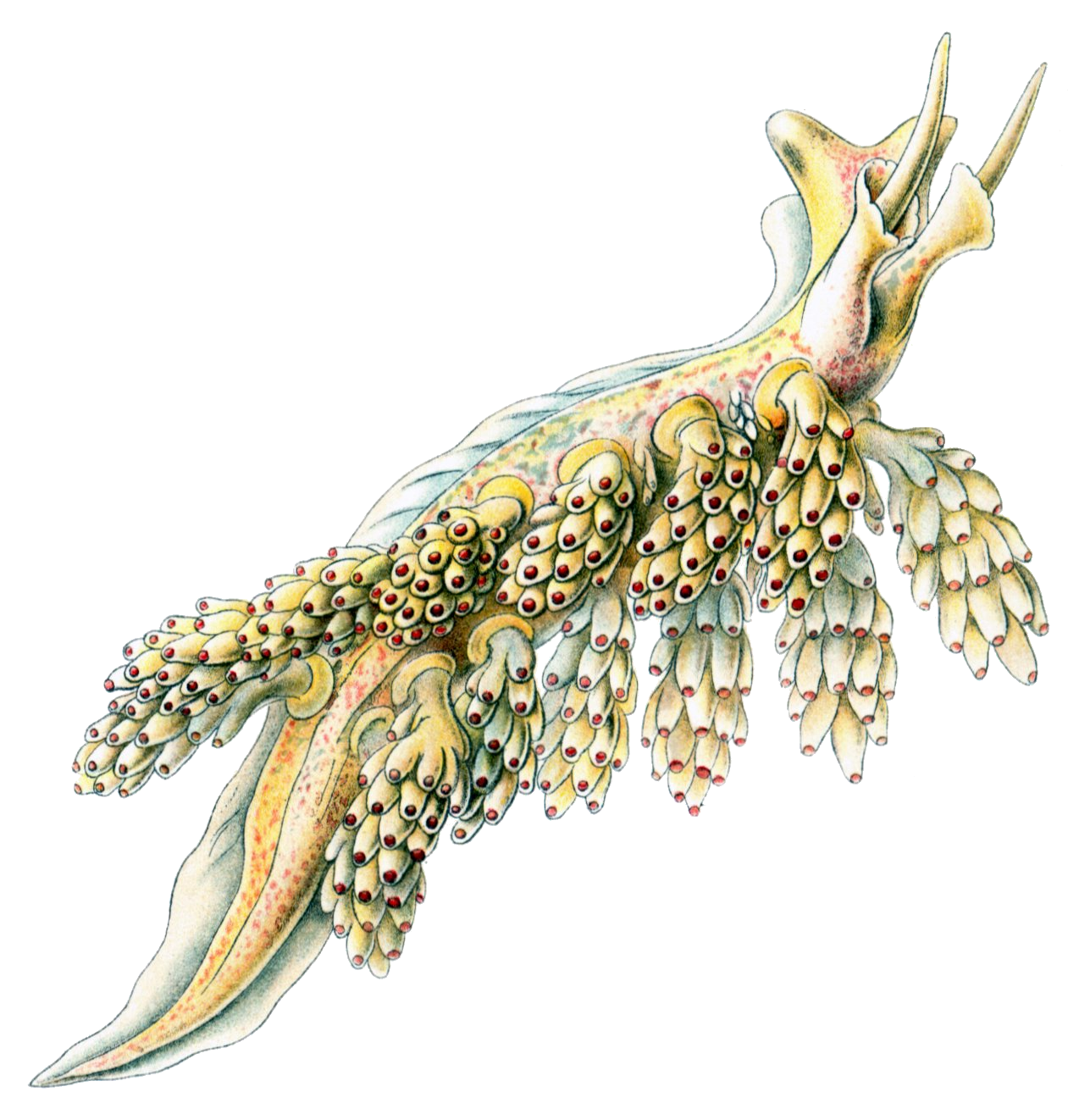
Doto coronata (dessiné par Haeckel)

- Doto alidrisi Ortea, Moro & Ocaña, 2010
- Doto amyra Er. Marcus, 1961
- Doto antarctica Eliot, 1907
- Doto arteoi Ortea, 1978
- Doto awapa Ortea, 2001
- Doto bella Baba, 1938
- Doto caballa Ortea, Moro & Bacallado, 2010
- Doto cabecar Ortea, 2001
- Doto caramella Er. Marcus, 1957
- Doto cerasi Ortea & Moro, 1998
- Doto cervicenigra Ortea & Bouchet, 1989
- Doto chica Ev. Marcus & Er. Marcus, 1960
- Doto cindyneutes Bouchet, 1977
- Doto columbiana O'Donoghue, 1921
- Doto confluens Hesse, 1872
- Doto coronata (Gmelin, 1791)
- Doto crassicornis Sars M., 1870
- Doto cristal Ortea, 2010
- Doto curere Ortea, 2001
- Doto cuspidata Alder & Hancock, 1862
- Doto divae Ev. Marcus & Er. Marcus, 1960
- Doto duao Ortea, 2001
- Doto dunnei Lemche, 1976
- Doto eireana Lemche, 1976
- Doto escatllari Ortea, Moro & Espinosa, 1998
- Doto floridicola Simroth, 1888
- Doto fluctifraga Ortea & Perez, 1982
- Doto formosa A. E. Verrill, 1875
- Doto fragaria Ortea & Bouchet, 1989
- Doto fragilis (Forbes, 1838)
- Doto furva Garcia J.C. & Ortea, 1984
- Doto galapagoensis Ortea, 2010
- Doto hydrallmaniae (Morrow, Thorpe & Picton, 1992)
- Doto hystrix Picton & Brown, 1981
- Doto iugula Ortea, 2001
- Doto kekoldi Ortea, 2001
- Doto koenneckeri Lemche, 1976
- Doto kya Er. Marcus, 1961
- Doto lancei Ev. Marcus & Er. Marcus, 1967
- Doto lemchei Ortea & Urgorri, 1978
- Doto leopardina Vicente, 1967
- Doto millbayana Lemche, 1976
- Doto oblicua Ortea & Urgorri, 1978
- Doto ostenta Burn, 1958
- Doto paulinae Trinchese, 1881
- Doto pinnatifida (Montagu, 1804)
- Doto pita Er. Marcus, 1955
- Doto pontica Swennen, 1961
- Doto proranao Ortea, 2001
- Doto pygmaea (Bergh, 1871)
- Doto rosacea Baba, 1949
- Doto rosea Trinchese, 1881
- Doto sabuli Ortea, 2001
- Doto sarsiae Morrow, Thorpe & Picton, 1992
- Doto sotilloi (Ortea, Moro & Espinosa, 1998)
- Doto torrelavega Ortea & Caballer, 2007
- Doto tuberculata Lemche, 1976
- Doto unguis Ortea & Rodriguez, 1989
- Doto ussi Ortea, 1982
- Doto uva Er. Marcus, 1955
- Doto varaderoensis Ortea, 2001
- Doto verdicioi Ortea & Urgorri, 1978
- Doto wildei Er. Marcus & Ev. Marcus, 1970
- Doto xangada Ortea, 2010

## Galerie

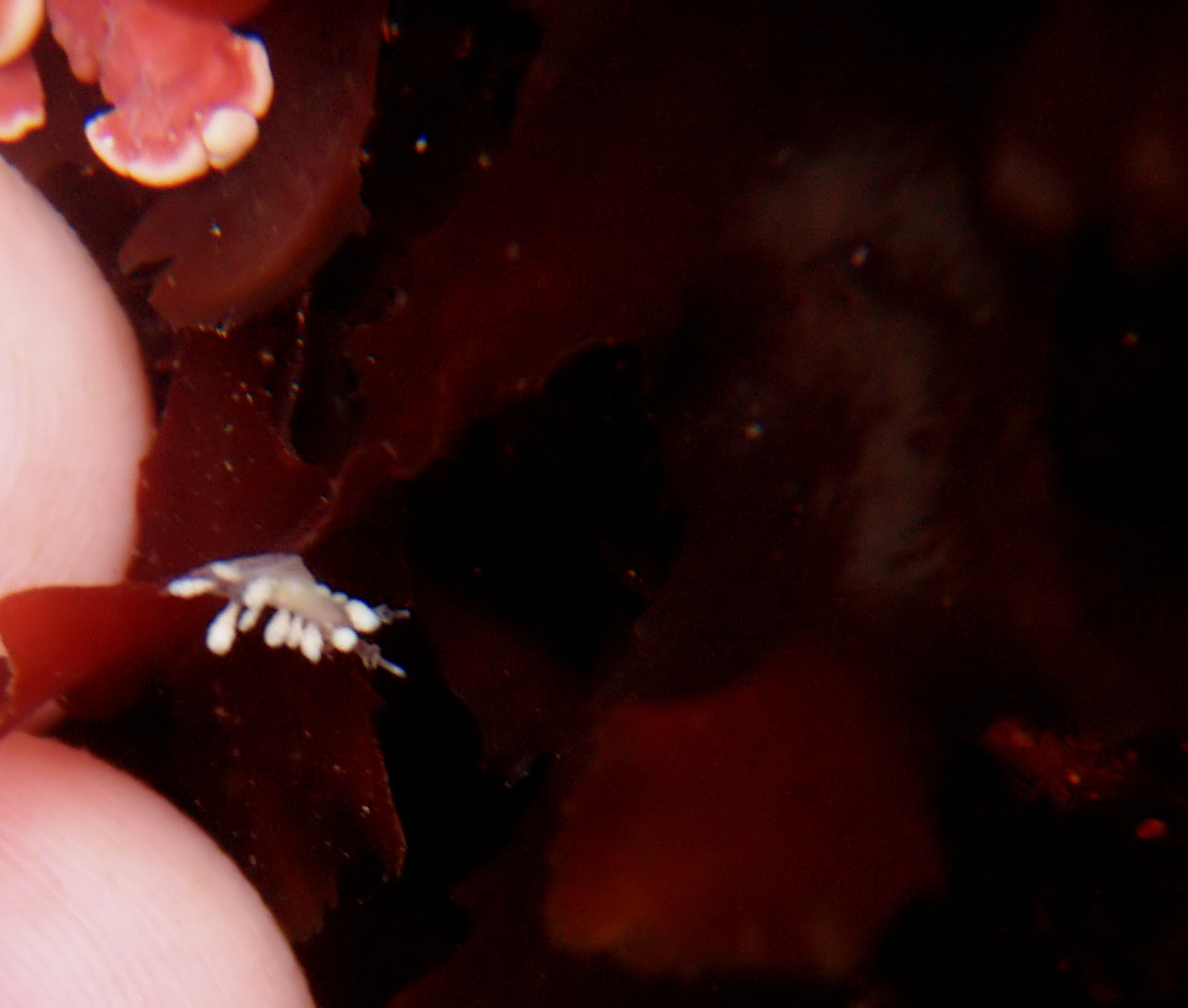
Doto amyra
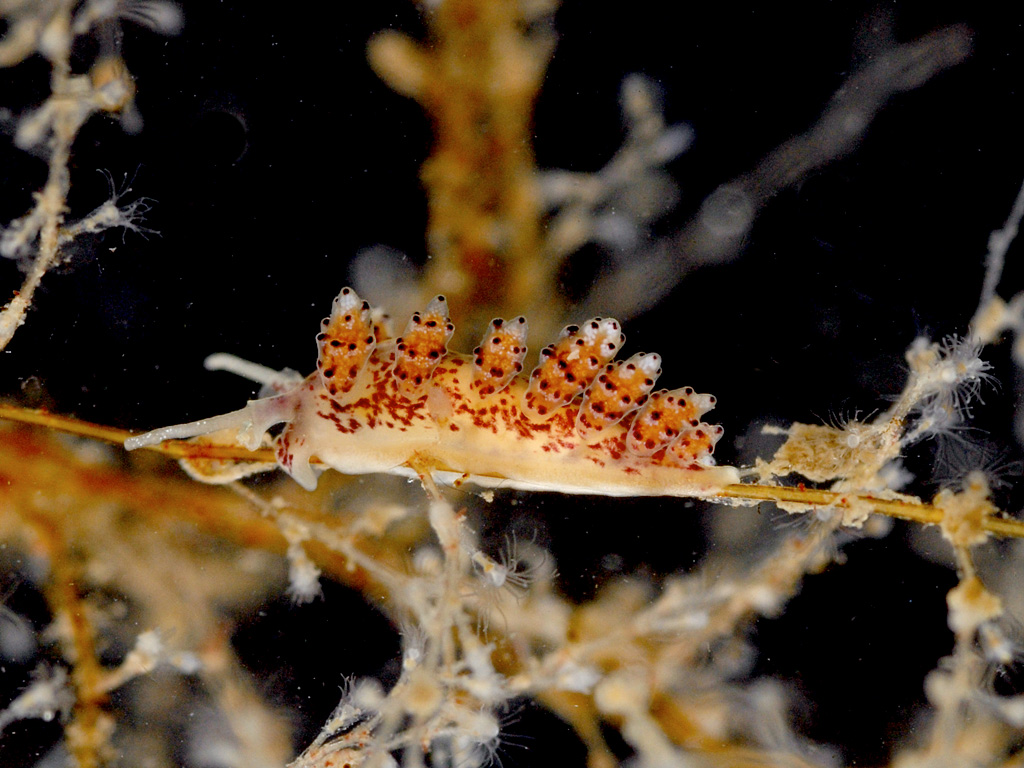
Doto coronata
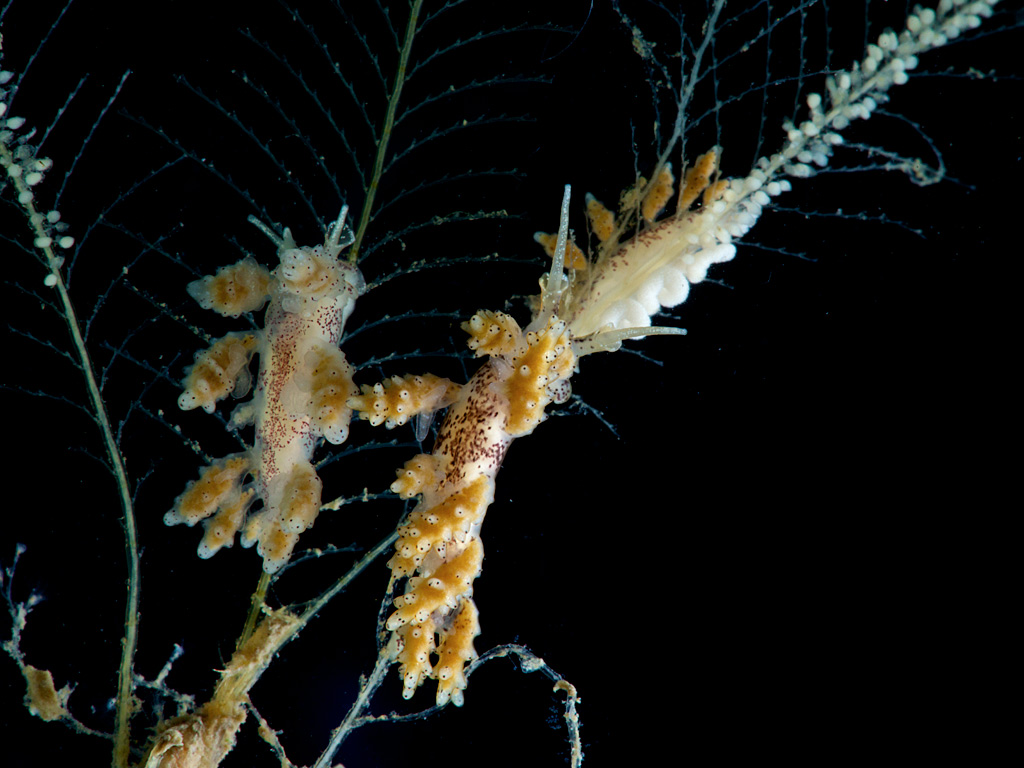
Doto dunnei
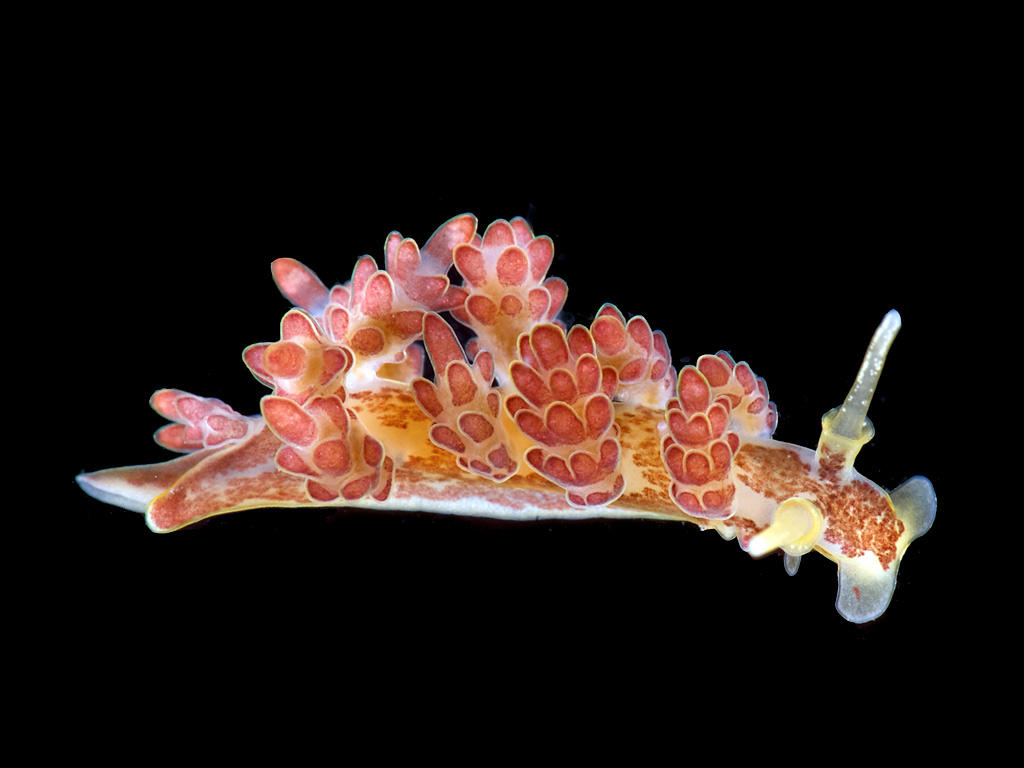
Doto floridicola
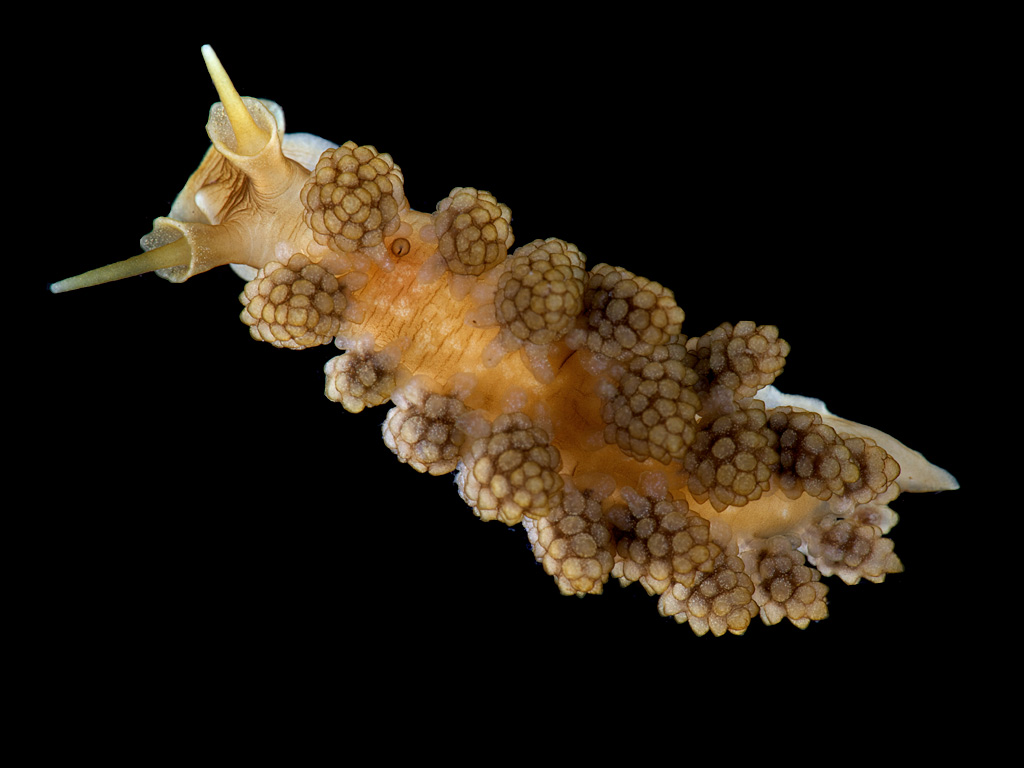
Doto fragilis
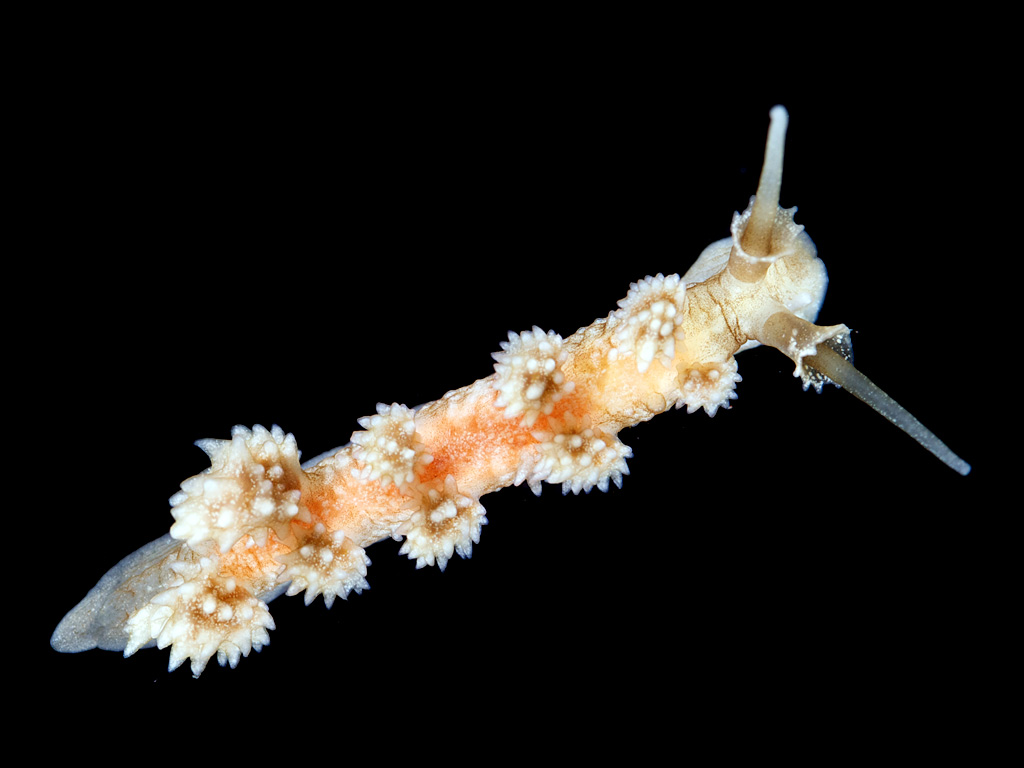
Doto hystrix
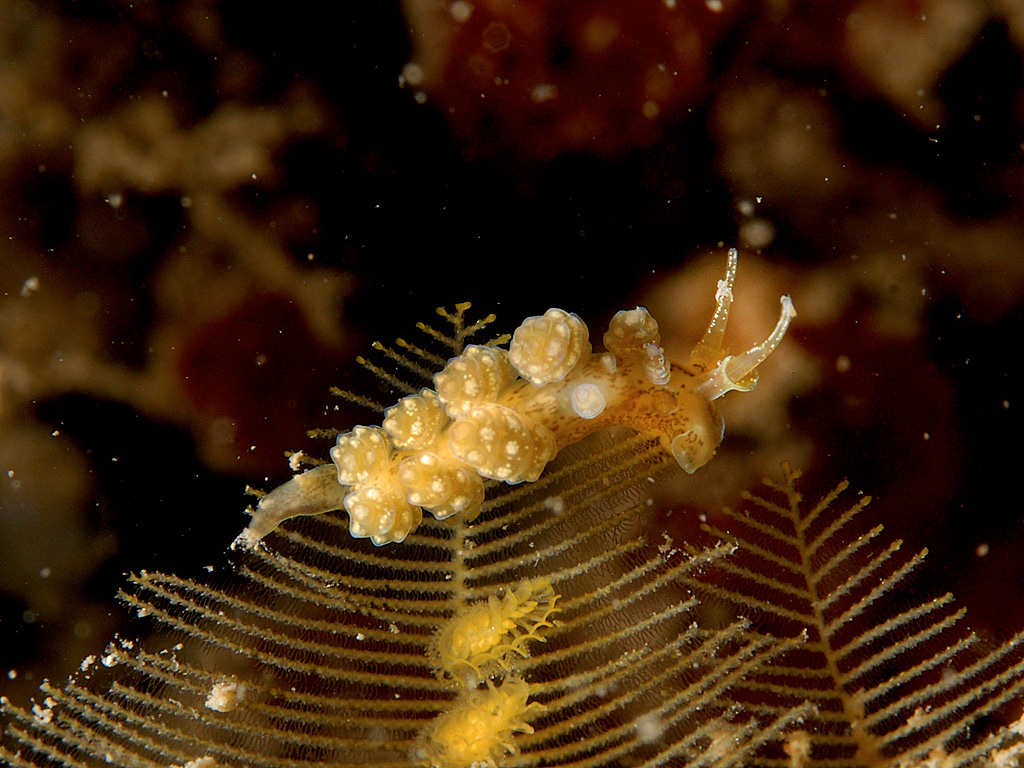
Doto lemchei
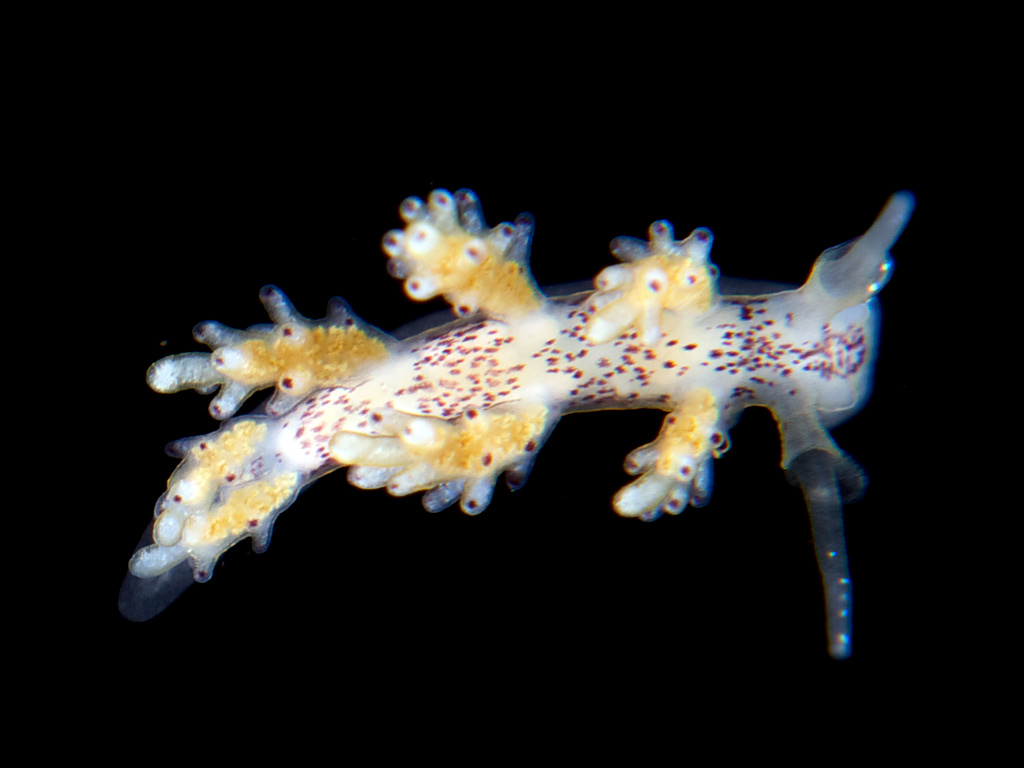
Doto maculata
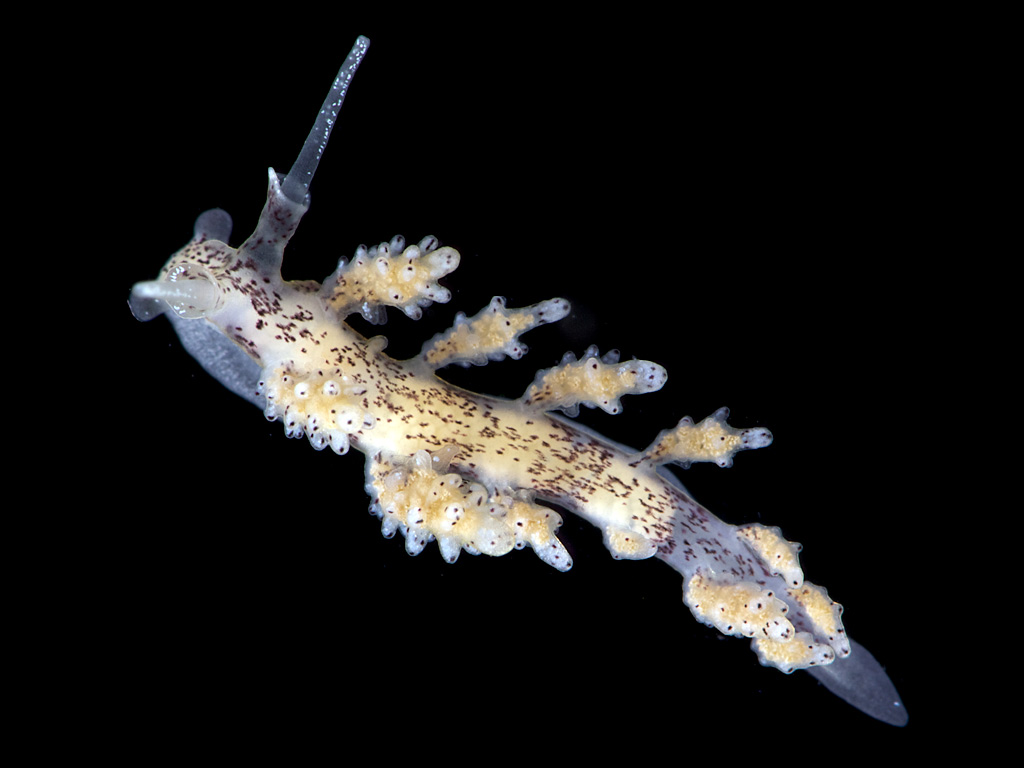
Doto millbayana
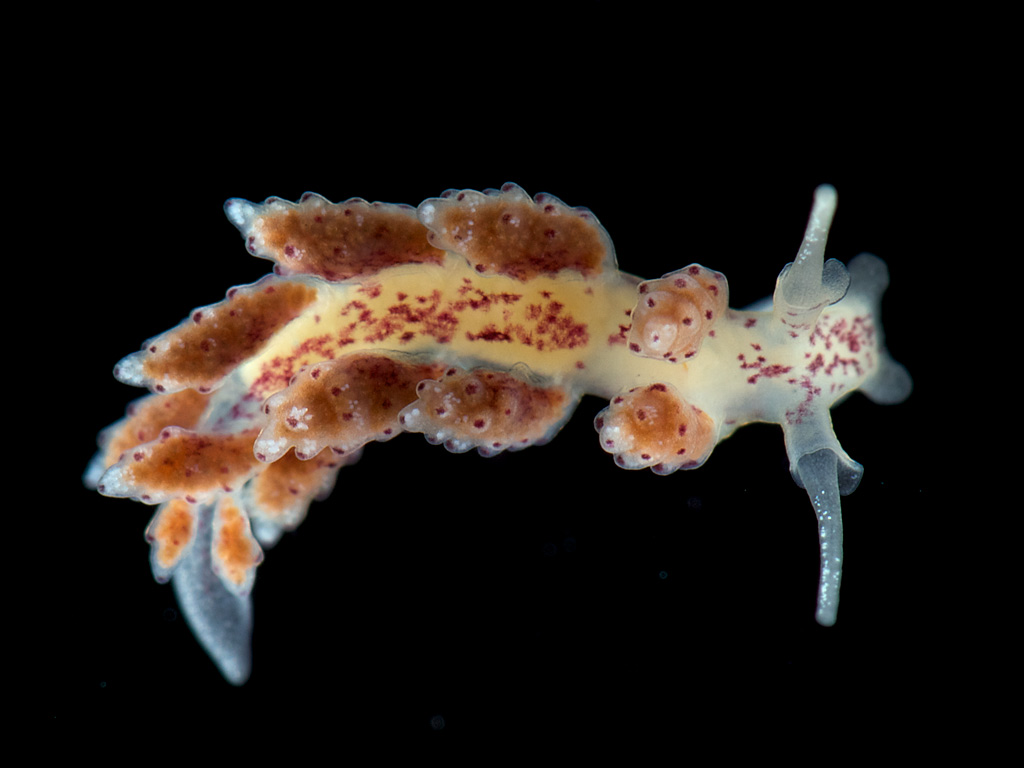
Doto onusta
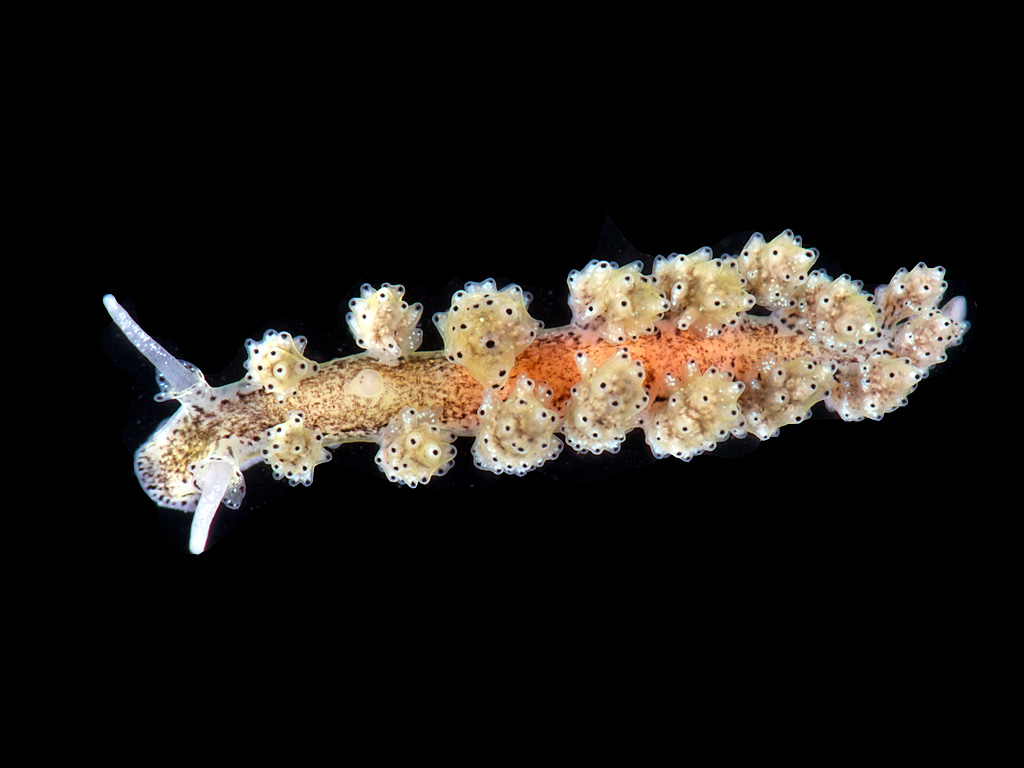
Doto pinnatifida
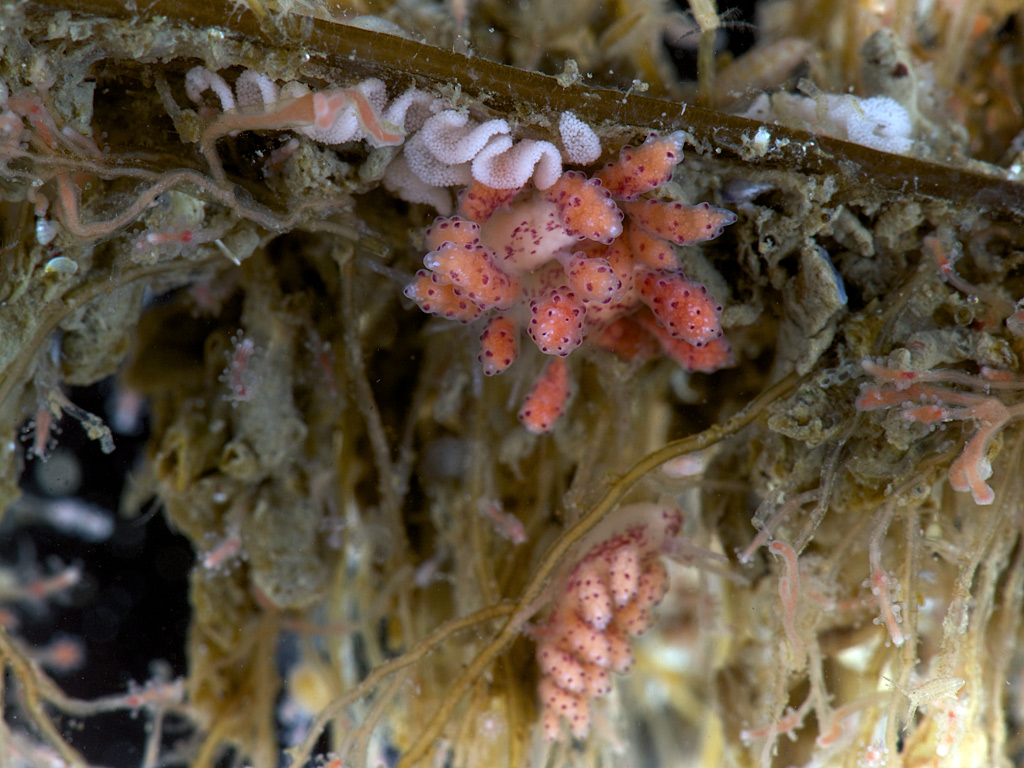
Doto sarsiae
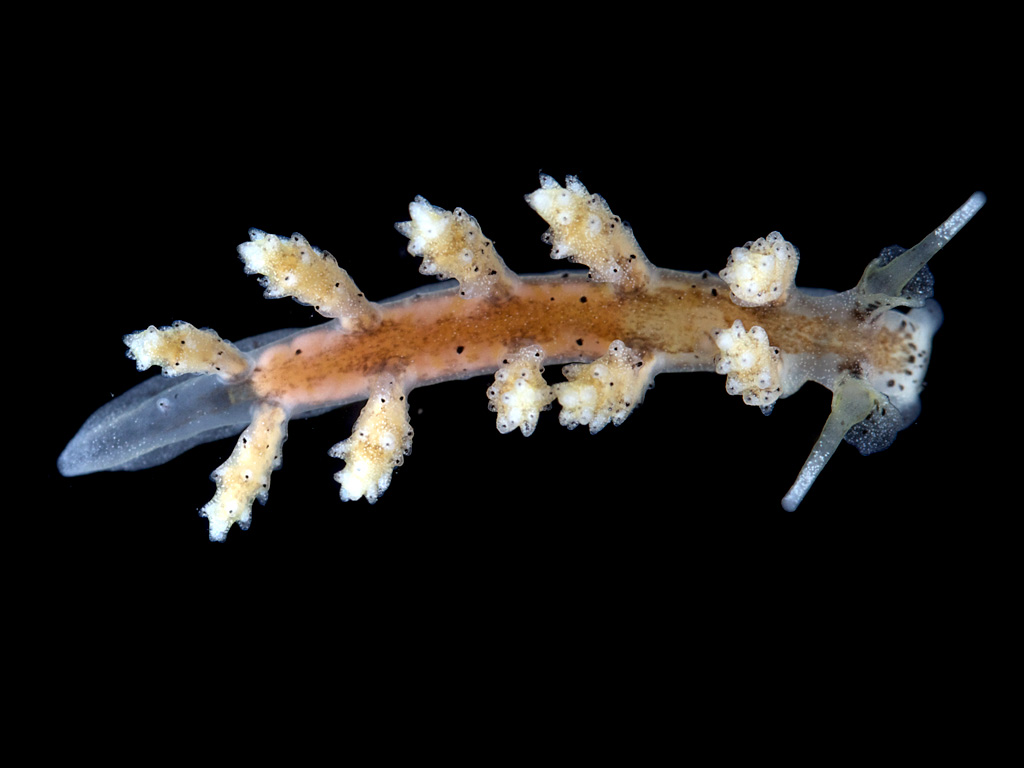
Doto tuberculata
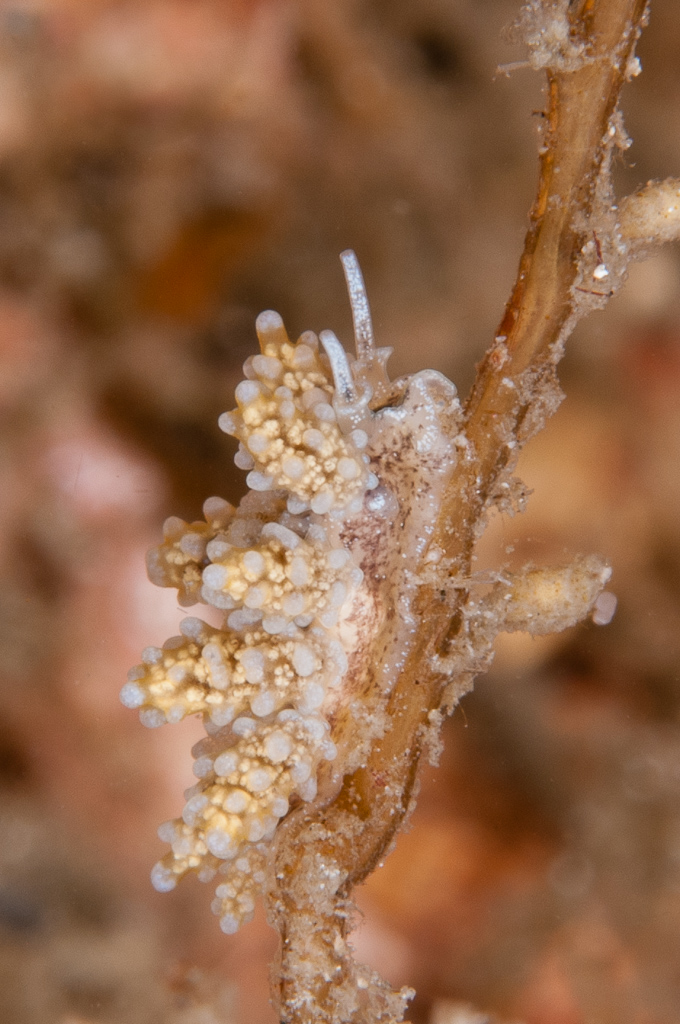
Doto varaderoensis